# Выборы губернатора Рязанской области (2022)
Выборы губернатора состоялись в Рязанской области 11 сентября 2022 года в единый день голосования. Решением областной избирательной комиссии голосование проводилось в течение трёх дней подряд с 9 по 11 сентября 2022 года. Одновременно были проведены муниципальные выборы, а также выборы депутатов Касимовской городской думы 8 созыва.
Губернатор избирается сроком на 5 лет. На тот же срок избранный губернатор назначает членом Совета Федерации одного из трёх своих протеже, заявленных при выдвижении. По результатам голосования в первом туре одержал победу действующий глава региона Павел Малков, выдвинутый «Единой Россией». Своим представителем в Совете Федерации он назначил предыдущего губернатора области Николая Любимова.
На 1 июля 2022 года в Рязанской области было зарегистрировано 882 537 избирателей, из которых около 46,7 % (412 399 избирателей) в городе Рязань. В итоговом протоколе в списке было 884 553 избирателей. 

## Предшествующие события
С 14 февраля 2017 года по 10 мая 2022 года должность губернатора Рязанской области занимал Николай Любимов. В феврале 2017 года он был назначен президентом Путиным временно исполняющим обязанности губернатора. Летом 2017 года выдвинут «Единой Россией» кандидатом на выборах губернатора. На состоявшихся в сентябре 2017 года на выборах получил 80,16 % голосов избирателей и был избран на 5 лет.
10 мая 2022 года, за 4 месяца до истечения полномочий, Николай Любимов заявил, что не станет выдвигаться на следующий срок досрочно подал в отставку. Президент Путин назначил временно исполняющим обязанности губернатора Рязанской области Павла Малкова, занимавшего должность руководителя Федеральной службы государственной статистики (Росстата).

## Организация выборов
Избирательная комиссия Рязанской области состоит из 14 членов с правом решающего голоса. Действующий состав сформирован в ноябре 2021 года на 5 лет (2021—2026). Половину назначил губернатор Николай Любимов, половину — депутаты Рязанской областной думы. Должность председателя с декабря 2021 года занимает Дмитрий Боков.

### Ключевые даты
- 10 июня Рязанская областная дума назначила выборы на 11 сентября 2022 года — единый день голосования. 15 июня постановление думы опубликовано в областной газете «Рязанские ведомости».
- 10 июня избирательная комиссия определила число лиц, чьи подписи необходимо собрать кандидатом, а также числа муниципальных образований.
- 15 июня избирательная комиссия определила, что выборы пройдут в течение трёх дней подряд: 9, 10 и 11 сентября 2022 года[1]; приняла календарный план мероприятий по подготовке и проведению выборов.
- с 16 июня по 15 июня до 18.00 (30 дней) — период выдвижения кандидатов.
- агитационный период начинается со дня выдвижения кандидата и прекращается за одни сутки до дня голосования.
- с 17 июля по 27 июля до 18.00 (11 дней) — представление документов для регистрации кандидатов, к заявлениям должны прилагаться листы с подписями в поддержку кандидата.
- до 5 августа (10 дней) — проверка и принятие решения о регистрации кандидата либо об отказе в регистрации.
- с 13 августа по 8 сентября — период агитации в СМИ
- 9, 10, 11 сентября — дни голосования.

## Кандидаты
Согласно закону «О выборах губернатора Рязанской области» кандидаты могут выдвигаться только политическими партиями, имеющими право участвовать в выборах. За отведённые 30 дней с 16 июня по 15 июня 2022 года 6 партий выдвинули своих кандидатов. К 27 июля подписи для прохождения «муниципального фильтра» сдали 5 кандидатов. 28 июля кандидат от партии «Родина» Андрей Еременко написал заявление об отказе участвовать в выборах. В итоге избирательная комиссия зарегистрировала 5 кандидатов. 
| Кандидат            | Возраст              | Должность (на момент выдвижения) | Субъект выдвижения                           | Статус                | Кандидаты в Совет Федерации |
| ------------------- | -------------------- | --- | -------------------------------------------- | --------------------- | --- |
| Андрей Ерёменко     | 57 лет (23.03.1965)  | директор Ассоциации по социальному обустройству "Аксиньино"                                                                               | «Родина»                                     | снял свою кандидатуру | — |
| Павел Малков        | 42 года (29.01.1980) | временно исполняющий обязанности Губернатора Рязанской области                                                                            | «Единая Россия»                              | зарегистрирован       | Любимов Н. В., вице-президент Департамента по связям с государственными органами НОЧУ ВО «Московский финансово-промышленный университет «Синергия»; Пастухова Л. С., проректор по проектной деятельности ФГБОУ ВО «Российский государственный гуманитарный университет»; Постникова О. Ю., генеральный директор АНО «Центр социальной помощи «Доброе дело» |
| Григорий Парсентьев | 46 лет (08.10.1975)  | депутат Рязанской областной думы, заместитель председателя комитета по имущественным и земельным отношениям                               | «Справедливая Россия — Патриоты — За правду» | зарегистрирован       | Аверин А. А., коммерческий директор ООО «Кристалл»; Игнатов Г. Е., пенсионер; Семенюк А. В., заместитель директора ООО «НПК «Новация» |
| Дмитрий Репников    | 40 лет (08.12.1981)  | депутат Рязанской областной думы, зам. директора Инновационного технологического центра Комплекса научной политики МГТУ имени Н.Э.Баумана | ЛДПР                                         | зарегистрирован       | Боронтов Д. Е., генеральный директор ООО «Международные логистические системы»; Мустафин М. Х., технический директор ООО «Филиал Спектро-физик»; Мясин Е. В., индивидуальный предприниматель |
| Наталья Рубина      | 46 лет (19.01.1976)  | депутат Рязанской областной думы, заместитель председателя комитета по регламенту, мандатным вопросам и депутатской этике                 | «Партия пенсионеров»                         | зарегистрирован       | Борисов С. Н., главный врач ООО «Центр диагностики и здоровья ЛавФит»; Воронин П. Ю., директор ООО «Многопрофильный центр Проф-Ресурс»; Павлухин А. Н., юрисконсульт ООО «Эко-изыскания» |
| Денис Сидоров       | 41 год (15.04.1981)  | депутат Рязанской областной думы, заместитель председателя комитета по аграрным вопросам                                                  | КПРФ                                         | зарегистрирован       | Волкова Э. Н., заместитель председателя комитета по социальным вопросам Рязанской городской Думы; Иваничкин Д. В., главный редактор АНО «Рязанская областная общественно-политическая газета «Приокская правда»; Кривцова Л. М., первый секретарь комитета Октябрьского районного отделения КПРФ города Рязани                                             |

## Результаты
12 сентября СМИ сообщили, что после обработки 100% протоколов Павел Малков от «Единой России» победил с результатом 84,55% голосов. 14 сентября избирательная комиссия подвела окончательные результаты выборов. Губернатором был избран Павел Малков, кандидат от «Единой России». При явке избирателей 42,93 % он набрал 84,55 % голосов.
Явка избирателей в Рязани оказалась наименьшей, по сравнению с остальными территориями области, и составила от 23 до 30 %. Наибольшая явка была в Михайловском районе — 84,99 % и в Скопинском районе — 81,10 %.
| Место                                    | Место                                    | Кандидат                                 | Партия                                   | Голосов | %       |
| ---------------------------------------- | ---------------------------------------- | ---------------------------------------- | ---------------------------------------- | ------- | ------- |
|                                          | 1.                                       | Павел Малков                             | «Единая Россия»                          | 320 976 | 84,55 % |
|                                          | 2.                                       | Денис Сидоров                            | КПРФ                                     | 21 560  | 5,68 %  |
|                                          | 3.                                       | Дмитрий Репников                         | ЛДПР                                     | 13 679  | 3,60 %  |
|                                          | 4.                                       | Наталья Рубина                           | «Партия пенсионеров»                     | 10 160  | 2,68 %  |
|                                          | 5.                                       | Григорий Парсентьев                      | «Справедливая Россия — За правду»        | 8395    | 2,21 %  |
| Недействительных бюллетеней              | Недействительных бюллетеней              | Недействительных бюллетеней              | Недействительных бюллетеней              | 4838    | 1,27 %  |
| Всего бюллетеней в ящиках                | Всего бюллетеней в ящиках                | Всего бюллетеней в ящиках                | Всего бюллетеней в ящиках                | 379 608 | 100 %   |
|                                          |                                          |                                          |                                          |         |         |
| Число бюллетеней, выданных на участках   | Число бюллетеней, выданных на участках   | Число бюллетеней, выданных на участках   | Число бюллетеней, выданных на участках   | 279 301 | 73,55 % |
| Число бюллетеней, выданных вне помещения | Число бюллетеней, выданных вне помещения | Число бюллетеней, выданных вне помещения | Число бюллетеней, выданных вне помещения | 100 425 | 26,45 % |
|                                          |                                          |                                          |                                          |         |         |
| Явка избирателей                         | Явка избирателей                         | Явка избирателей                         | Явка избирателей                         | 379 726 | 42,93 % |
| Число избирателей                        | Число избирателей                        | Число избирателей                        | Число избирателей                        | 884 553 | 100 %   |